# Rosochackie (gromada)
Rosochackie – dawna gromada, czyli najmniejsza jednostka podziału terytorialnego Polskiej Rzeczypospolitej Ludowej w latach 1954–1972.
Gromady, z gromadzkimi radami narodowymi (GRN) jako organami władzy najniższego stopnia na wsi, funkcjonowały od reformy reorganizującej administrację wiejską przeprowadzonej jesienią 1954 do momentu ich zniesienia z dniem 1 stycznia 1973, tym samym wypierając organizację gminną w latach 1954–1972.
Gromadę Rosochackie z siedzibą GRN w Rosochackich utworzono – jako jedną z 8759 gromad – w powiecie oleckim w woj. białostockim, na mocy uchwały nr 20/V WRN w Białymstoku z dnia 4 października 1954. W skład jednostki weszły obszary dotychczasowych gromad Jaśki (z wyłączeniem lasów państwowych), Rosochackie, Giże i Dobki, kolonie nr nr 25, 26, 27, 28, 40 i 41 i przyległy obszar lasów państwowych z dotychczasowej gromady Zajdy ze zniesionej gminy Świętajno w tymże powiecie, obszar dotychczasowej gromady Kukowo (z wyłączeniem lasów państwowych) ze zniesionej gminy Wieliczki w tymże powiecie oraz miejscowości Siejnik i Zielonówek, obszar lasów państwowych o powierzchni 150,24 ha i część obszarów rolnych o powierzchni 400 ha w granicach ustalonych regulacją terenową wyłączone z miasta Olecko. Dla gromady ustalono 18 członków gromadzkiej rady narodowej.
1 stycznia 1959 do gromady Rosochackie przyłączono wieś Duły i PGR Gordejki Małe, rozrzucone obszary lasów państwowych N-ctwa Olecko o ogólnej powierzchni 20 ha położone wśród gruntów PGR Gordejki Małe, obszar lasów państwowych N-ctwa Olecko obejmujący oddziały 71 i 72 oraz jezioro Gordejki ze zniesionej gromady Olszewo.
1 stycznia 1972 z gromady Rosochackie wyłączono wieś Giże włączając ją do gromady Świętajno, po czym gromadę Rosochackie zniesiono a jej (pozostały) obszar włączono do nowo utworzonej gromady Olecko.